# Eranthemum griffithii
Eranthemum griffithii är en akantusväxtart som först beskrevs av T. Anders., och fick sitt nu gällande namn av Cornelis Eliza Bertus Bremekamp och Nannenga-bremek.. Eranthemum griffithii ingår i släktet Eranthemum och familjen akantusväxter. Inga underarter finns listade i Catalogue of Life.